# Cisy (osada w powiecie malborskim)
Cisy – osada w Polsce, położona w województwie pomorskim, w powiecie malborskim, w gminie Malbork.